# Literaturjahr 1523

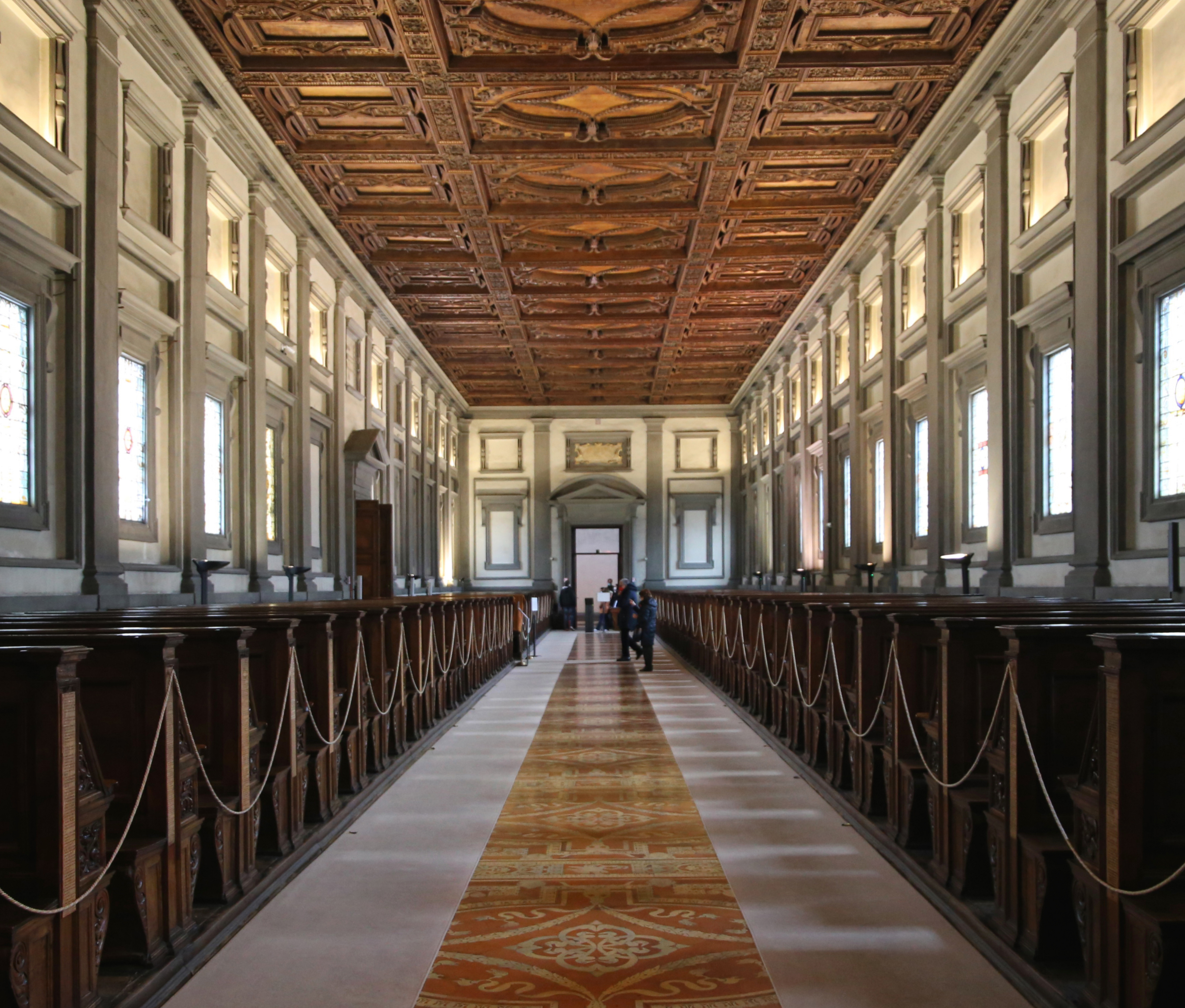
Lesesaal der Biblioteca Medicea Laurenziana; Entwurf von Michelangelo Buonarotti

Liste der Literaturjahre

◄◄ | ◄ | 1519 | 1520 | 1521 | 1522 | Literaturjahr 1523 | 1524 | 1525 | 1526 | 1527 | ► | ►►

Weitere Ereignisse

## Ereignisse
- 9. Juni: Simon de Colines, ein Pariser Graveur und Drucker, wird mit einer Geldstrafe belegt, weil er Commentarii initiatorii in quatuor Evangelia, einen Bibelkommentar von Jacques Lefèvre d’Étaples, ohne Genehmigung der Theologischen Fakultät in Paris gedruckt hat.

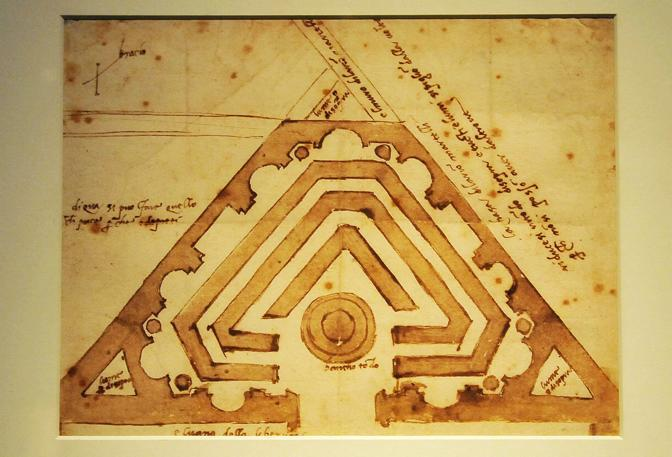
Entwurfsskizze des Lesesaals von Michelangelo

- Giulio de’ Medici, seit seiner Wahl am 18. November 1523 Papst Clemens VII., beauftragt Michelangelo Buonarroti eine Bibliothek für die Sammlung der Medici über dem Kreuzgang von San Lorenzo in Florenz zu errichten, die heutige Biblioteca Medicea Laurenziana. Der Bau wird von Michelangelo begonnen, dann aber bis 1560 nach dessen Plänen von anderen Architekten, darunter Giorgio Vasari und Bartolomeo Ammanati fertiggestellt.

### Lyrik
- Der englische humanistische Dichter Alexander Barclay veröffentlicht The Mirror of Good Manners, die Übersetzung von Dominic Mancinis De quatuor virtutibus.
- Hans Sachs stellt sich früh auf die Seite der Reformation und verbreitet die Lehre Martin Luthers, zum Beispiel mit seinem Gedicht Die Wittenbergisch Nachtigall. Mit dieser volkstümlichen Darstellung der Lehren Luthers erlangt er ersten Ruhm.
- John Skelton zieht mit The Garland of Laurel eine Art Bilanz seines Schaffens. Hier führt er wie in einem Kranz aneinandergereiht noch einmal seine wichtigsten Werke auf und gibt auch autobiographische Hinweise und eine Apologie seiner satirischen Haltung.

### Drama
- Der portugiesische Dramatiker Gil Vicente überreicht König Johann III. von Portugal im Convento de Cristo in Tomar sein Schauspiel Farsa de Inês Pereira (deutsch: Die Farce von Inez Pereira). Der Autor hatte sich zuvor bereit erklärt, ein Theaterstück auf das portugiesische Sprichwort „Mais quero um asno que me carregue do que cavalo que me derrube“ (deutsch: „Es ist besser, einen Esel zu haben, der mich trägt, als ein Pferd, das mich zertrampelt“) zu schreiben.

### Musik
- Pietro Aron ist ab 1523 als maestro di casa im Dienst des Johanniterritters und Priors von Venedig Sebastiano Michiel in Venedig tätig. Diesem widmet er seinen musiktheoretischen Traktat Thoscanello de la musica.

### Religion

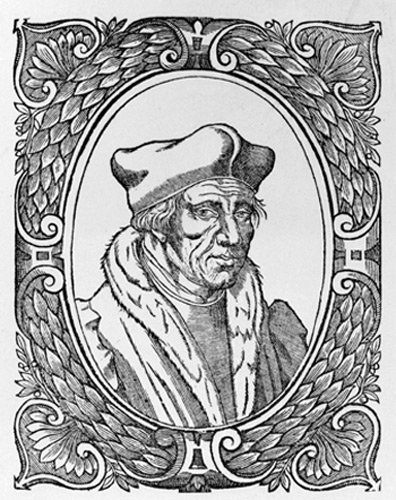
Lefèvre d'Étaples

- Jacques Lefèvre d’Étaples veröffentlicht ohne Genehmigung das Nouveau Testament, eine Übersetzung des Neuen Testaments ins Französische. Von der Sorbonne, die inzwischen aggressiv ihre Deutungshoheit verteidigt, wird er daraufhin zum Ketzer erklärt.
- Martin Luther veröffentlicht seine Abhandlung Vom Anbeten des Sakraments des heiligen leichnams Christi.

### Reiseberichte
- Maximilianus Transylvanus verfasst mit De Moluccis Insulis den frühesten veröffentlichten Bericht über Magellans Weltumsegelung.

### Sachbuch
- Der englischer Richter, Gelehrte und juristische Autor Anthony Fitzherbert publiziert die Bücher
  - Diversité de courtz et leur jurisdictions
  - The Boke of Husbandrie
  - The Boke of Surveyinge and Improvements

## Geboren
- 25. Januar: Francesco Piccolomini, italienischer Philosoph († 1607)
- 14. Februar: Valentin Naboth, deutscher Mathematiker, Astronom, Astrologe und Hochschullehrer († 1593)
- 20. Februar: Jan Blahoslav, Bischof der Böhmischen Brüder sowie Humanist, Schriftsteller und Lieddichter († 1571)

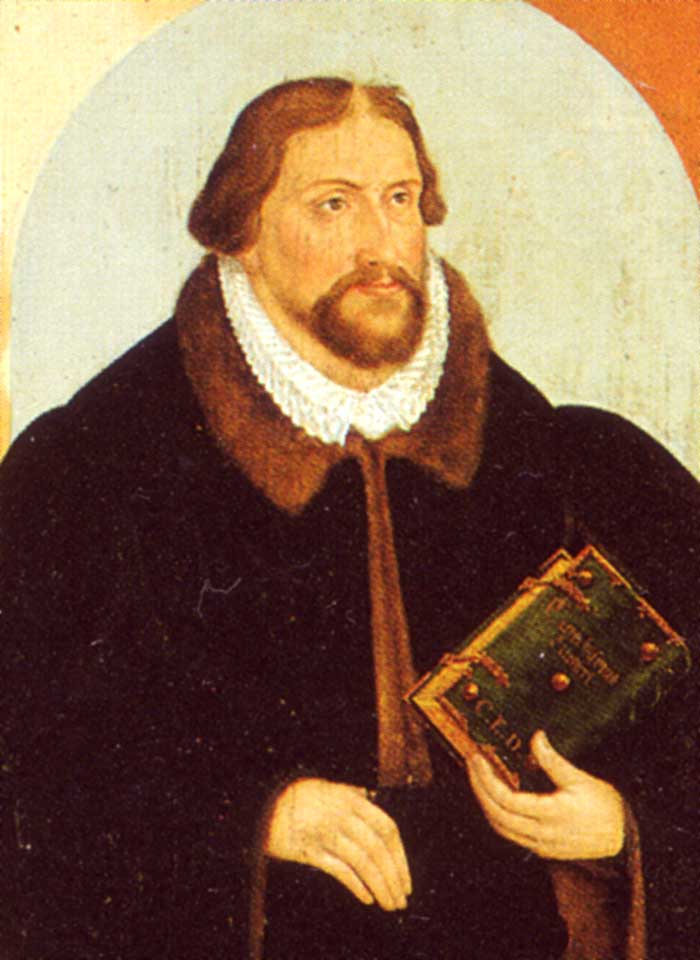
Kaspar Eberhard; * 21. März

- 21. März: Kaspar Eberhard, deutscher lutherischer Theologe und Pädagoge († 1575)
- 19. Mai: Esrom Rüdinger, deutscher Philologe, Pädagoge, Physiker und Geschichtsschreiber († 1591)

## Gestorben

### Todesdatum gesichert

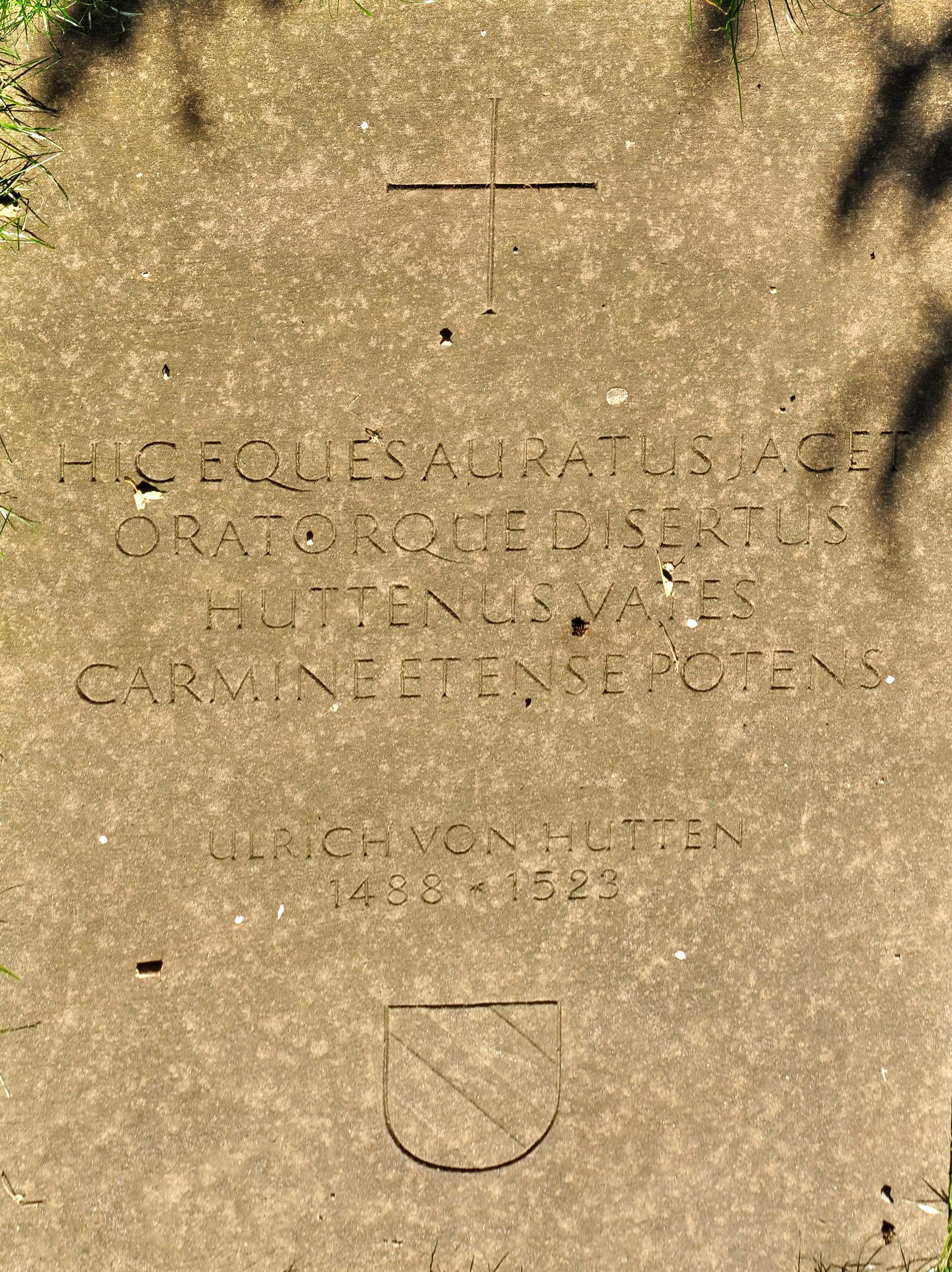
Grabstein Ulrich von Huttens neben St. Peter und Paul auf Ufenau

- 29. August: Ulrich von Hutten, deutscher Renaissance-Humanist, Dichter, Kirchenkritiker und Publizist (* 1488)
- 8. September: Maciej Miechowita, polnischer Chronist, Geograf, Arzt und Priester (* 1457)
- Oktober: William Cornysh, englischer Komponist, Dramatiker, Dichter und Schauspieler (* 1465)

### Genaues Todesdatum unbekannt
- Silvester Mazzolini, italienischer Theologe und Kritiker Luthers (* 1456)